# Торрес, Левис
Левис Джудит Торрес Аяла (исп. Levys Judith Torres Ayala; род. 6 апреля 1978, Барранкилья, Атлантико, Колумбия) — колумбийская профессиональная баскетболистка. Является первой представительницей Колумбии, задрафтованной клубом ВНБА и единственной колумбийкой выступавшей в этой лиге. Играла на позиции центровой.

## Биография
Левис Торрес начала заниматься баскетболом в 16 лет, выделяясь среди своих сверстников высоким ростом — 186 см. Поступив в Спортивную национальную школу в Кали Левис стала постоянно привлекаться в состав национальной сборной различных возрастов.
В конце 90-х годов Торрес уехала в США учиться. Первоначально она выступала за команду колледжа Чипола из Марианна (штат Флорида), затем за команду университета штата Флорида «Флорида Стэйт Семинолес». Успешное выступление за студенческую команду не осталось без внимания функционеров ВНБА и Левис в 2001 году попала на драфт, где была выбрана командой «Майами Сол». На сегодняшний момент она является единственной колумбийской баскетболисткой, игравшей в ВНБА, в том сезоне она участвовала в двух матчах, проведя в общей сложности 8 минут на площадке.
В официальных турнирах за сборную Колумбии Левис выступает с 2006 года, участница Панамериканских игр в 2007 и 2011 годах. На домашнем Чемпионате Америки в 2011 году Торрес, в свои 33 года, была самой возрастной в национальной команде и 6-й на турнире.

## Достижения
- Бронзовый призёр игр Центральной Америки и Карибского бассейна: 2006
- Бронзовый призёр чемпионата Южной Америки: 2006, 2010